# الثورة الثقافية (ليبيا)
كانت الثورة الثقافية (أو الثورة الشعبية) في ليبيا فترة من التغيير السياسي والاجتماعي في ليبيا بدأت بإعلان القذافي عن ثورة ثقافية خلال خطاب ألقاه في زوارة في 15 أبريل 1973. جاء ذلك بعد التوترات المتزايدة بين القذافي وزملائه في مجلس قيادة الثورة التي دفعته إلى الموافقة على التنحي. كان القذافي قد أبلغ مجلس قيادة الثورة بأنه سيعلن استقالته للناس في خطاب زوارة، لكنه فاجأهم بدلاً من ذلك بإعلانه عن الثورة الثقافية. وبحلول نهاية فترة الثورة الثقافية، كان القذافي هو الزعيم الليبي الذي لا جدال فيه.
استمرت الثورة الثقافية حتى سبتمبر 1974 على الأقل، عندما قللت القيادة الوطنية في مجلس قيادة الثورة من استقلال عمل اللجان الشعبية. وبمعنى أوسع، وصل الأمر إلى نهايته في إنشاء «حالة الجماهير» التي أطلقها القذافي ("الجماهيرية") في عام 1977.
تم تقديم الثورة الثقافية كفترة من التحول الديمقراطي، والعودة إلى القيم العربية والإسلامية، والتعبئة الشعبية التلقائية ضد خمسة تهديدات محددة لسلطة الشعب: الشيوعية، والمحافظة، والرأسمالية، والإلحاد، والإخوان المسلمين.
في الممارسة العملية، شهدت الثورة الثقافية بداية تهميش القادة السياسيين والدينيين الليبيين الآخرين وتركيز السلطة في القذافي.

## الخلفية
يعتمد سكان ليبيا على مجتمع إسلامي تقليدي يتركز حول المسجد والتجمعات العائلية. لم يكن الليبيون مرحبين بمحاولات الإيطاليين الحاكمين لتغريب ليبيا. كان القذافي قادرًا على السماح للقبائل الليبية أن تتفق معه كقائد، ولم يعارضه وعده بإبقاء ليبيا مجتمعًا إسلاميًا تقليديًا، حيث أحبه الناس لخطبه العديدة التي تتناول أهمية الإسلام.
كان عام 1973 هو عام السلطة الرابع لمجلس قيادة الثورة الذي أطاح بالنظام الملكي بقيادة القذافي وأنشأ الجمهورية العربية الليبية. ومع أن الانقلاب قد قوبل بموافقة عامة واسعة النطاق، إلا أن أعضاء المجلس في مجال التعليم كانوا ذوو تعليم محدود وليس لديهم خبرة حكومية. عانى البلد من سوء الإدارة والارتباك والفوضى والصعوبات الاقتصادية، بما في ذلك انتشار البطالة.
ومع أنه كان القائد المعترف به في مجلس قيادة الثورة الحاكم، إلا أن سلوك القذافي الصعب والمراوغ، وتوسيع الطموح، وزيادة الغطرسة، والنهج الاستبدادي المتزايد تجاه زملائه قد أدى إلى توترات بلغت ذروتها في طلب مجلس قيادة الثورة استقالته. رفض القذافي على أساس أن مجلس قيادة الثورة (الذي وصل إلى السلطة، ومعه القذافي، في انقلاب) لم ينتخب، وبالتالي فإنه لا يمكن أن يَطلب أو يَقبل استقالته. عندما أجاب أعضاء مجلس قيادة الثورة بأن القذافي لم ينتخب معهم، فقد وافق على إلقاء خطاب في زوارة معلنًا فيه استقالته للشعب، وليس مجلس قيادة الثورة. وبدلاً من ذلك، استخدم الخطاب لإعلان بداية الثورة الثقافية، واستخدم التعبئة الجماهيرية السريعة لمؤيديه لتأسيس قيادته غير المتنازع عليها على البلاد.
خلال المراحل الأولى للثورة الثقافية، قادت ليبيا الدول العربية في أزمة النفط عام 1973، كأول من فرض حظر نفط على الولايات المتحدة الأمريكية.

## النقاط الخمس
بدأ تطبيق «إعادة تشكيل المجتمع الليبي» الوارد في رؤى القذافي الأيديولوجية رسميًا ابتداءً من عام 1973 بما يسمى بالثورة الثقافية أو الشعبية. تم تصميم هذه الثورة لمحاربة عدم الكفاءة البيروقراطية، وعدم الاهتمام العام والمشاركة في النظام الحكومي دون الوطني، ومشاكل التنسيق السياسي الوطني.
تم تنظيم الثورة الثقافية حول برنامج رسمي من خمس نقاط:
1. إلغاء جميع القوانين الحالية
2. قمع الشيوعيين، والبعثيين، والمحافظين، والفاشيين، والملحدين، والإخوان المسلمين، والرأسماليين.
3. توزيع الأسلحة على الناس
4. الإصلاح الإداري وتطهير الإدارة
5. تعزيز الفكر الإسلامي ورفض الأفكار غير الإسلامية من الدول والثقافات الأخرى.

## تشكيل اللجان الشعبية
تم إنشاء لجان شعبية في جميع أنحاء البلاد لتقديم أو تطبيق الثورة الثقافية والسيطرة على الثورة من الأسفل.
في محاولة لغرس الحماس الثوري في مواطنيه وإشراك أعداد كبيرة منهم في الشؤون السياسية، حثهم القذافي على تحدي السلطة التقليدية وتولي وإدارة الأجهزة الحكومية بأنفسهم. كانت الأداة للقيام بذلك هي اللجنة الشعبية. وفي غضون بضعة أشهر، تم العثور على مثل هذه اللجان في جميع أنحاء ليبيا. كانت اللجان هناك نوعان منها: وظيفيةً وجغرافية. كما صارت في النهاية مسؤولة عن الإدارة المحلية والإقليمية.
تم إنشاء لجان شعبية في منظمات متباينة على نطاق واسع مثل الجامعات وشركات الأعمال الخاصة والبيروقراطيات الحكومية ووسائل الإعلام المرئية والمسموعة. تم تشكيل اللجان الشعبية الجغرافية على مستوى المحافظات والبلديات والمنطقة (الأدنى). تم إشغال المقاعد في اللجان الشعبية على مستوى المنطقة مليئة بالانتخابات الشعبية المباشرة؛ يمكن بعد ذلك اختيار الأعضاء المنتخبين للخدمة في المستويات العليا. بحلول منتصف عام 1973، كانت تقديرات عدد اللجان الشعبية أكثر من 2000.
في نطاق مهامها الإدارية والتنظيمية وطريقة اختيار أعضائها، زُعم أن اللجان الشعبية جسدت مفهوم الديمقراطية المباشرة التي طرحها القذافي في المجلد الأول من الكتاب الأخضر الذي ظهر في عام 1976. يكمن المفهوم نفسه وراء المقترحات لإنشاء هيكل سياسي جديد يتألف من «المؤتمرات الشعبية». كان محور النظام الجديد هو مؤتمر الشعب العام، وهو هيئة تمثيلية وطنية تهدف إلى استبدال مجلس قيادة الثورة.

## قمع المعارضة
كان من أهم الآثار الرئيسية لتمكين اللجان الشعبية هو اضطهاد أعداء النظام. لقد عملت اللجان كأجهزة محلية للحكومة الوطنية. لقد طردوا العديد من موظفي الخدمة المدنية وموظفي الدولة من وظائفهم. وفي الوقت نفسه، طوّر عملاء من شتازي، وزارة أمن الدولة في ألمانيا الشرقية، خدمات تشارك في قمع أكثر وحشية لخصوم النظام. جاءت مساعدة شتازي مع النية المعلنة صراحةً لقمع كل من الشيوعية والإلحاد، لأن سياسة القذافي المعلنة كانت أنه اشتراكي ومعادي للإمبريالية والرأسمالية ومعادي للولايات المتحدة. ركزت عمليات التطهير في عام 1973 في البداية على طلاب الجامعات في طرابلس وبنغازي وضباط الجيش الليبي.

## الجوانب الدينية
كان أحد أهداف الثورة الثقافية استبدال النظام القانوني الحالي بالشريعة. لقد عُهد إلى كلية الحقوق بجامعة بنغازي بهذه المهمة. دعمت المؤسسة الدينية التقليدية هذا في البداية. لكن القذافي سرعان ما سبب جدلًا بين القيادة الدينية. لقد شكك في الحاجة إلى الفقهاء والعلماء المسلمين، وفي الوقت نفسه أعلن نفسه فقهيًا وباحثًا مسلمًا رئيسيًا (مجتهد). كما أنه تخلى عن طريقة اعتماد أهل السنة والجماعة على مجموعات الحديث والسنة مكتفيًا بالإشارة الحصرية إلى القرآن كما يفسره بنفسه. اُعتبر القذافي من قبل العديد من الفقهاء الإسلاميين أنه رفض بذلك كامل الفقه الشرعي لصالح عملية التفسير (الاجتهاد) التي تركز على آرائه الخاصة.

## تخفيض سلطة اللجان الشعبية
لم يفقد مجلس قيادة الثورة السيطرة على الوضع، حيث كان يعكس قرارات اللجان الشعبية بحرية وقت يشاء. مع ذلك، وفي سبتمبر 1974، أدان مجلس قيادة الثورة رسميًا التجاوزات التي قامت بها اللجان الشعبية وعقد انتخابات جديدة لتحل محلها. من هذه النقطة، أظهرت اللجان الشعبية مبادرة أقل في قمع المعارضين في مناطقهم المحلية، واعتمدت أكثر على الإبلاغ على مجموعة من أجهزة أمن الدولة التي تطورت على مر السنين.